# (5287) Heishu
(5287) Heishu (1989 WE) – planetoida z pasa głównego asteroid okrążająca Słońce w ciągu 4,4 lat w średniej odległości 2,68 j.a. Odkryta 20 listopada 1989 roku.